# Ajrag núr
Ajrag núr (mongolsky Айраг нуур) je průtočné sladkovodní jezero v Chjargaské propadlině, která leží ve střední části Kotliny Velkých jezer na severozápadě Mongolska (Uvský ajmag). Má rozlohu 143 km² a dosahuje maximální hloubky 10 m. Rozkládá se v nadmořské výšce 1030 m.

## Vodní režim
Jezero se nachází v jezerním systému zahrnujícím jezera Char Us núr, Dörgön núr, Char núr a Chjargas núr. Do jezera ústí řeky Zavchan gol a Chungujn gol. Voda odtéká 5 km dlouhým průtokem do jezera Chjargas núr.

## Fauna
Jezero slouží jako zastávka tažným ptákům.